# Francesco Frigimelica (medico)
Francesco Frigimelica (Padova, 15 gennaio 1490 – Padova, maggio 1558) è stato un medico italiano.

## Biografia
Si laureò in Arti presso lo Studio patavino nel 1516 e due anni più tardi ottenne l'insegnamento di filosofia morale e sofistica. Dopo aver conseguito il dottorato in medicina nel 1524, venne chiamato l'anno seguente a ricoprire la cattedra di medicina teorica che tenne per dieci anni, fino al 1535, anno in cui passò all'insegnamento di medicina pratica. Nel 1546, in seguito a problemi di salute, abbandonò l'insegnamento pubblico e nel corso del 1555 fu a Roma come archiatra pontificio.
Di Frigimelica sono noti studi in ambito termalistico (De balneis metallicis) e sulla peste (Consiglio sopra la pestilentia qui in Padoa, 1555). L'attività didattica del Frigimelica fu prevalentemente ispirata alla medicina galenica e araba, documentata nell'opera Pathologia,  parva, pubblicata postuma nel 1640, oltre che in vari scritti inediti. Morì a Padova nel 1558.